# Chojniki
Chojniki (in bielorusso Хойнікі?, in russo Хойники?), è una cittadina della regione di Homel', Bielorussia. Conosciuta per aver sofferto molto del disastro nucleare di Černobyl'.

## Storia
Chojniki è menzionata per la prima volta nel 1504 come appartenente al  Granducato di Lituania. La città fu poi incorporata nell'Impero Russo nel 1793, in occasione della seconda spartizione della Polonia.
Nel 1897 la città, situata nella zona di Mandatory Residence, ebbe una forte comunità di persone appartenenti alla religione ebraica 1.668 (62% della popolazione totale).
Nel 1919 fu aggregata alla Repubblica Socialista Federativa Sovietica Russa, poi trasferita nel 1927 alla Repubblica Socialista Sovietica Bielorussa. Chojniki venne occupata dalla Germania nazista dal 25 agosto 1941 a 23 novembre 1943. Ottenne il titolo di città il 10 novembre 1967. Nel 1986, la città subì fortissime ondate radioattive a causa dell'Incidente nucleare della centrale di Černobyl'.